# Austin-Emile Burke
Austin-Emile Burke est un évêque catholique canadien né à Sluice Point (Nouvelle-Écosse) le 22 janvier 1922 et mort le 12 août 2011. Il fut évêque de Yarmouth de 1968 à 1991 et archevêque de Halifax de 1991 à 1998.